# Вештина напуљских пица мајстора
Вештина напуљских пица мајстора је вештина прављења Наполитане,  врста пице која се прави од парадајза и моцарела сира. Парадајз мора бити парадајз Сан Марцано (San Marzano), који се узгаја на обронцима Везува, и сир Buffalo mozzarela, заштићена врста сира од млека водених бивола полудивљих узгајаних у мочварама Кампаније и Лација.
Напуљска пица има заштићено географско порекло у Европској унији (Traditional Speciality Guaranteed, TSG), а уметност напуљских pizzaiuola („пица мајстора“) уписана је на Унескову листу нематеријалне светске баштине у Европи 2017. године. Уметност напуљског прављења пице је кулинарска пракса која се састоји од четири различите фазе које се односе на припрему теста и његово печење у пећи на дрва. Елемент потиче из Напуља, главног града регије Кампанија.

## Карактеристике
Оригинална напуљска пица се прави од пшеничног брашна (тип 0 или 00), природног напуљског квасца или пивског квасца, соли и воде. За боље резултате треба користити оштро брашно са високим садржајем протеина, за пецива, а не за колаче. Pizzaiuolo вештина састоји се од четири фазе припреме и печења теста, које подразумевају кружне покрете пекара.Тесто се меси ручно или веома спорим миксером. Након неког времена дизања, тесто се обликује руком и не сме да буде дебље од 3мм. Пица се пече 60-90 секунди на 485 °C у пећи на храстовом дрву. Када се испече, треба да буде мекана, еластична, нежна и хрскава.
Постоји неколико врста напуљске пице, али оригинална пица је маргерита у којој су основни састојци парадајз, резана моцарела, босиљак и екстра девичанско маслиново уље, понекад посуто пармезаном. Друга верзија је pizza marinara направљена од парадајза, лука, оригана и екстра девичанског маслиновог уља.